# Shelfordia seticaudis
Shelfordia seticaudis är en stekelart som först beskrevs av Szepligeti 1906.  Shelfordia seticaudis ingår i släktet Shelfordia och familjen bracksteklar. Inga underarter finns listade i Catalogue of Life.